# 李绍德
李绍德（1950年—），汉族，中华人民共和国政治人物、第十一届全国政协委员。
加入中国共产党，担任中国海运总公司总裁、党组副书记。2008年，当选第十一届全国政协委员，代表经济界，分入第三十七组。